# جوني دي فازيو
جوني دي فازيو (بالإنجليزية: Johnny De Fazio)‏ هو مصارع محترف أمريكي، ولد في 17 نوفمبر 1930.

## روابط خارجية
- جوني دي فازيو على موقع CageMatch worker (الإنجليزية)